# Life Is a Highway
"Life Is a Highway" é uma canção do músico canadense Tom Cochrane de seu segundo álbum de estúdio, Mad Mad World (1991). Liderou as paradas no Canadá no final de 1991. "Life Is a Highway" também alcançou a posição seis na parada Billboard Hot 100 dos Estados Unidos em agosto de 1992 e alcançou o terceiro lugar na Austrália e na Nova Zelândia no mesmo ano. Foi regravada por Chris LeDoux para seu álbum, One Road Man, de 1998, e por Rascal Flatts para a trilha sonora de Carros.

## Antecedentes e lançamento
Cochrane afirmou que "Life Is a Highway" foi originalmente concebida na década de 1980 como "Love Is a Highway" enquanto ele ainda era membro da banda Red Rider, mas foi arquivada na época porque sentiu que a música inacabada era inutilizável. Após uma viagem com sua família à África Oriental com a organização de combate à fome Visão Mundial, ele revisitou a música a conselho de seu amigo John Webster, instrumentista do álbum Mad Mad World. Em uma entrevista de 2017 para o Canadian Press para marcar o 25.º aniversário da canção, Cochrane disse que Webster o encorajou a revisitar a gravação demo, que naquele momento só tinha vocais murmurados e letras improvisadas, mas não o refrão. “(A canção) se tornou uma conversa estimulante para mim mesmo... dizendo que você não pode realmente controlar todas essas coisas, você apenas faz o melhor que pode”, afirmou.
Eventualmente, a versão demo original foi lançada na reedição do 25.º aniversário de Mad Mad World sob o título original "Love Is a Highway". Mais tarde, ele disse que o estilo acelerado da música veio da busca por algo positivo para "apoiar a experiência". A maioria dos vocais da faixa foram gravados no pequeno estúdio caseiro de Cochrane. Essa foi sua única entrada no top 40 dos Estados Unidos, alcançando a sexta posição na Billboard Hot 100. No Canadá, permaneceu em primeiro lugar por duas semanas, e três outros singles do álbum ficaram entre os dez primeiros; "No Regrets" alcançou o número três, "Sinking Like a Sunset" alcançou o número dois e "Washed Away" subiu para o número sete. Na Austrália e na Nova Zelândia, o single alcançou a segunda posição em ambos os países. Além disso, chegou ao top 40 na Alemanha, nos Países Baixos e na Suécia.

## Posição nas paradas musicais
| Parada (1991–1992)                            | Melhor posição |
| --------------------------------------------- | -------------- |
| Austrália (ARIA)                              | 2              |
| Canadá (RPM Top Singles)                      | 1              |
| Alemanha (Offizielle Deutsche Charts)         | 35             |
| Países Baixos (Dutch Top 40)                  | 27             |
| Países Baixos (Single Top 100)                | 35             |
| Nova Zelândia (Recorded Music NZ)             | 2              |
| Suécia (Sverigetopplistan)                    | 23             |
| Reino Unido (UK Singles Chart)                | 62             |
| Estados Unidos (Billboard Hot 100)            | 6              |
| Estados Unidos (Billboard Adult Contemporary) | 45             |
| Estados Unidos (Billboard Mainstream Rock)    | 5              |
| Estados Unidos (Billboard Mainstream Top 40)  | 16             |

| Parada (1991)            | Posição |
| ------------------------ | ------- |
| Canadá (RPM Top Singles) | 5       |

| Parada (1992)                      | Posição |
| ---------------------------------- | ------- |
| Austrália (ARIA)                   | 27      |
| Nova Zelândia (Recorded Music NZ)  | 9       |
| Estados Unidos (Billboard Hot 100) | 18      |

| Parada (1990–1990)         | Posição |
| -------------------------- | ------- |
| Canadá (Nielsen SoundScan) | 33      |

## Certificações
| Região                                                                                                  | Certificação | Vendas   |
| --- | ------------ | -------- |
| Austrália (ARIA)                                                                                        | Ouro         | 35 000^  |
| Canadá (Music Canada)                                                                                   | Ouro         | 5 000^   |
| Estados Unidos (RIAA)                                                                                   | Ouro         | 500,000^ |
| *números de vendas baseados somente na certificação ^números de vendas baseados somente na certificação |              |          |